# Efekt Izmaela
Efekt Izmaela (ang. Ishmael effect) – zdolność niektórych teorii filozoficznych do unikania losu, na który skazują inne teorie. Nazwa nawiązuje do epilogu powieści Hermana Melville’a „Moby Dick” („I tylkom ja sam uszedł, abym ci oznajmił”), a wprowadził ją australijski filozof David Stove.

## Przykłady
- „Jest absolutną prawdą, że prawda jest względna”
- „Powinniśmy myśleć, że żadna myśl nie istnieje”
- „Jedyna rzecz niemoralna, to wierzyć w moralność"